# 専教寺
専教寺（せんきょうじ）は、広島県呉市音戸町にある浄土真宗本願寺派の寺院。
現住職は17世・吉川紹淳。毛利元就により滅ぼされた藤姓吉川氏最後の当主である吉川興経の子が当寺開基とされる。

## 歴代住職
- 開基：長圓

父は吉川興経、母は宮庄下野守の娘と伝わる。幼名は仙寿丸。病を得て円光寺にて出家。天文2年に当寺開基し、元亀1年まで住職。
- 2世：道喜

慶長3年まで20年間住職。
- 3世：起圓

寛永20年まで46年間住職。
- 4世：玄立

正保2年より寛文12年まで28年間住職。
- 5世：閑立

延宝1年より享保6年まで49年間住職。
- 6世：峯雪

享保6年より享保16年まで11年間住職。
- 7世：梅觀

享保16年より寛保2年まで12年間住職。元文5年、本堂再興。
- 8世：健淳

寛保2年より25年住職。
- 9世：智洞

明和6年より46年間住職。
- 10世：建幢

文化11年より7年間住職。
- 11世：民浄

文政4年より21年間住職。
- 12世：僧聲

天保12年より住職。万延1年没。
- 13世：最勝

文久1年より住職。
- 14世：泥洹

明治27年より住職。
- 15世：法粹

大正5年得度。長男は16代暢明。次男浩明は西福寺へ入寺。三男浩慈は妙覚寺（江田島市大柿町）へ入寺。坊守は高林坊より入嫁。
- 16世：暢明

法粹の長男。本堂再建。
- 17世：紹淳

暢明の長男。本堂外陣修復、客殿建立。現住職。